# Vòng loại Giải vô địch bóng đá U-16 châu Á 2018
Vòng loại Giải vô địch bóng đá U-16 châu Á 2018 là một giải thi đấu bóng đá nam dưới 16 tuổi quốc tế quyết định các đội tuyển đang tham gia Giải vô địch bóng đá U-16 châu Á 2018.
Tổng cộng có 16 đội tuyển được vượt qua vòng loại để thi đấu trong giải đấu chung kết, bao gồm cả Malaysia được vượt qua vòng loại tự động như chủ nhà.

## Bốc thăm
Trong 47 thành viên hiệp hội AFC, tổng cộng có 45 đội tuyển được tham gia giải thi đấu. Giải đấu chung kết chủ nhà Malaysia cũng phải tham gia vào vòng loại mặc dù được vượt qua vòng loại tự động cho giải đấu chung kết.
Lễ bốc thăm đã được tổ chức vào ngày 21 tháng 4 năm 2017, lúc 15:00 MYT (UTC+8), tại tòa nhà AFC ở Kuala Lumpur, Malaysia. 45 đội tuyển đã được rút thăm thành 10 bảng: năm bảng 5 đội và năm bảng 4 đội. Đối với bốc thăm, đội tuyển đã được phân chia thành hai khu vực:
- Tây: 23 đội tuyển từ Tây Á, Trung Á và Nam Á, được rút thăm thành năm bảng: ba bảng 5 đội và hai bảng 4 đội (Các bảng A–E).
- Đông: 22 đội tuyển từ Đông Nam Á và Đông Á, được rút thăm thành năm bảng: hai bảng 5 đội và ba bảng 4 đội (Các bảng F–J).

Các đội tuyển đã được hạt giống trong mỗi khu vực theo thành tích của họ trong giải đấu chung kết Giải vô địch bóng đá U-16 châu Á 2016 và vòng loại (xếp hạng tổng thể được hiển thị trong dấu ngoặc đơn; NR là viết tắt của các đội không xếp hạng). Các hạn chế sau đây cũng được áp dụng:
- Bảy đội tuyển chỉ ra ý định của họ để phục vụ như chủ nhà bảng vòng loại trước khi bốc thăm đã được rút thăm thành các bảng riêng biệt.

|              | Nhóm 1                                                                                        | Nhóm 2                                                                                        | Nhóm 3 | Nhóm 4                                                                                         | Nhóm 5                                            |
| ------------ | --------------------------------------------------------------------------------------------- | --------------------------------------------------------------------------------------------- | --- | ---------------------------------------------------------------------------------------------- | ------------------------------------------------- |
| Khu vực Tây  | 1. Iraq (1) 2. Iran (2) (H) 3. Oman (5) 4. UAE (6) (W) 5. Uzbekistan (7)                      | 1. Kyrgyzstan (10) 2. Ả Rập Xê Út (11) (H) 3. Yemen (12) 4. Ấn Độ (13) 5. Tajikistan (17) (H) | 1. Syria (21) 2. Jordan (22) 3. Afghanistan (23) 4. Qatar (25) (H) 5. Palestine (28)                         | 1. Bangladesh (30) 2. Bahrain (31) 3. Liban (33) 4. Nepal (34) (H) 5. Turkmenistan (36) (W)    | 1. Maldives (37) 2. Bhutan (NR) 3. Sri Lanka (NR) |
| Khu vực Đông | 1. CHDCND Triều Tiên (3) 2. Nhật Bản (4) 3. Việt Nam (8) 4. Hàn Quốc (9) 5. Thái Lan (14) (H) | 1. Malaysia (15) (Q) 2. Úc (16) 3. Trung Quốc (18) 4. Hồng Kông (19) 5. Lào (20)              | 1. Đông Timor (24) 2. Myanmar (26) (H)* 3. Đài Bắc Trung Hoa (27) (H)* 4. Singapore (29) 5. Mông Cổ (32) (H) | 1. Campuchia (35) 2. Philippines (38) 3. Ma Cao (39) 4. Guam (40) 5. Quần đảo Bắc Mariana (41) | 1. Brunei (NR) 2. Indonesia (NR)                  |

| Khu vực Tây  | - Kuwait (bị đình chỉ) - Pakistan |
| Khu vực Đông | Không có                          |

Ghi chú
- Các đội tuyển có chữ đậm được vượt qua vòng loại cho giải đấu chung kết.
- (H): Vòng loại bảng chủ nhà (* Trung Hoa Đài Bắc và Myanmar được chọn như vòng loại bảng chủ nhà sau khi trận hòa)
- (Q): Chủ nhà giải đấu chung kết, được vượt qua vòng loại tự động bất kể kết quả vòng loại
- (W): Rút lui sau khi bốc thăm

## Cầu thủ đủ điều kiện
Các cầu thủ sinh vào ngày hoặc sau ngày 1 tháng 1 năm 2002 có đủ điều kiện để tham dự trong giải đấu.

## Thể thức
Trong mỗi bảng, các đội tuyển thi đấu mỗi trận khác một lần tại địa điểm tập trung. 10 đội nhất bảng và 5 đội xếp nhì bảng tốt nhất vượt qua vòng loại cho giải đấu chung kết. Nếu giải đấu chung kết chủ nhà Malaysia thắng bảng của họ hoặc là một trong 5 đội nhì bảng tốt nhất, 6 đội nhì bảng tốt nhất cũng được vượt qua vòng loại cho giải đấu chung kết.

### Các tiêu chí
Teams are ranked according to points (3 points for a win, 1 point for a draw, 0 points for a loss), and if tied on points, the following tiebreaking criteria are applied, in the order given, to determine the rankings (Regulations Article 9.3):
1. Points in head-to-head matches among tied teams;
2. Goal difference in head-to-head matches among tied teams;
3. Goals scored in head-to-head matches among tied teams;
4. If more than two teams are tied, and after applying all head-to-head criteria above, a subset of teams are still tied, all head-to-head criteria above are reapplied exclusively to this subset of teams;
5. Goal difference in all group matches;
6. Goals scored in all group matches;
7. Penalty shoot-out if only two teams are tied and they met in the last round of the group;
8. Disciplinary points (yellow card = 1 point, red card as a result of two yellow cards = 3 points, direct red card = 3 points, yellow card followed by direct red card = 4 points);
9. Drawing of lots.

## Vòng loại
Các trận đấu được diễn ra giữa ngày 16 và ngày 29 tháng 9 năm 2017.
| Ngày đấu   | Các bảng A, C & F–G | Các bảng A, C & F–G | Các bảng B, D–E & H–J | Các bảng B, D–E & H–J | Các bảng B, D–E & H–J |
| Ngày đấu   | Các ngày            | Trận đấu            | Các ngày              | Các ngày              | Trận đấu              |
| Ngày đấu   | Các ngày            | Trận đấu            | Các bảng B, D–E & I–J | Bảng H                | Trận đấu              |
| ---------- | ------------------- | ------------------- | --------------------- | --------------------- | --------------------- |
| Ngày đấu 1 | 16 tháng 9 năm 2017 | 3 v 2, 5 v 4        | 20 tháng 9 năm 2017   | 25 tháng 9 năm 2017   | 1 v 4, 2 v 3          |
| Ngày đấu 2 | 18 tháng 9 năm 2017 | 4 v 1, 5 v 3        | 22 tháng 9 năm 2017   | 27 tháng 9 năm 2017   | 4 v 2, 3 v 1          |
| Ngày đấu 3 | 20 tháng 9 năm 2017 | 1 v 5, 2 v 4        | 24 tháng 9 năm 2017   | 29 tháng 9 năm 2017   | 1 v 2, 3 v 4          |
| Ngày đấu 4 | 22 tháng 9 năm 2017 | 2 v 5, 3 v 1        | —                     | —                     | —                     |
| Ngày đấu 5 | 24 tháng 9 năm 2017 | 4 v 3, 1 v 2        | —                     | —                     | —                     |

### Bảng A
- Tất cả các trận đấu được tổ chức tại Ả Rập Xê Út.
- Thời gian được liệt kê là UTC+3.

Bản mẫu:Vòng loại Giải vô địch bóng đá U-16 châu Á 2018 (Bảng A)
| Sri Lanka | 0–6      | Bahrain                                                                 |
| --------- | -------- | ----------------------------------------------------------------------- |
|           | Chi tiết | - Al-Asfoor 1', 66' - Alawi 36', 40' - Mohamed 56' (ph.đ.), 85' (ph.đ.) |

| Jordan                       | 2–1      | Ả Rập Xê Út  |
| ---------------------------- | -------- | ------------ |
| - Banihani 35' - Semreen 38' | Chi tiết | - Al-Ali 74' |

| Bahrain | 0–1      | Uzbekistan    |
| ------- | -------- | ------------- |
|         | Chi tiết | - Kosimov 89' |

| Sri Lanka | 0–7      | Jordan                                                                        |
| --------- | -------- | ----------------------------------------------------------------------------- |
|           | Chi tiết | - Semreen 18', 44' - Jamous 53' - Al-Ruzi 54', 71' - Mousa 60' - Mohammad 80' |

| Uzbekistan                                                                      | 6–0      | Sri Lanka |
| ------------------------------------------------------------------------------- | -------- | --------- |
| - Jaloliddinov 4' (ph.đ.), 6' - Mamasidikov 50', 90' - Sabirov 70' - Roziev 79' | Chi tiết |           |

| Ả Rập Xê Út                                        | 3–0      | Bahrain |
| -------------------------------------------------- | -------- | ------- |
| - Al-Mashhari 33' - Al-Ali 36' (ph.đ.) - Kaabi 51' | Chi tiết |         |

| Jordan | 0–0      | Uzbekistan |
| ------ | -------- | ---------- |
|        | Chi tiết |            |

| Ả Rập Xê Út | 10–0     | Sri Lanka |
| --- | -------- | --------- |
| - Qarradi 20', 64' - Al-Ali 23', 45+2' - Al-Mashhari 27' - Al-Arfaj 34' - Thanujan 35' (l.n.) - Hassan 47' - Al-Beshi 55' - Whaeshi 73' | Chi tiết |           |

| Bahrain          | 2–3      | Jordan                           |
| ---------------- | -------- | -------------------------------- |
| - Alawi 18', 70' | Chi tiết | - Banihani 8' - Semreen 36', 39' |

| Uzbekistan | 0–1      | Ả Rập Xê Út  |
| ---------- | -------- | ------------ |
|            | Chi tiết | - Al-Ali 74' |

### Bảng B
- Tất cả các trận đấu được tổ chức tại Tajikistan.
- Thời gian được liệt kê là UTC+5.

Bản mẫu:Vòng loại Giải vô địch bóng đá U-16 châu Á 2018 (Bảng B)
| Oman | 8–0      | Maldives |
| --- | -------- | -------- |
| - I.K. Al-Naabi 8' - Al-Sinaidi 25', 61' - Al-Rasbi 43' - Al-Salti 45' - N.A. Al-Naabi 64', 72' - Al-Mashary 88' | Chi tiết |          |

| Tajikistan                 | 2–0      | Syria |
| -------------------------- | -------- | ----- |
| - Emomali 69' - Zairov 76' | Chi tiết |       |

| Syria | 0–6      | Oman                                                                                            |
| ----- | -------- | ----------------------------------------------------------------------------------------------- |
|       | Chi tiết | - Al-Balushi 66' - Al-Salti 67' - Al-Mashary 71' - Al-Rasbi 75' - Al-Hadabi 80' - Al-Jaradi 82' |

| Maldives | 0–14     | Tajikistan |
| -------- | -------- | --- |
|          | Chi tiết | - Sangov 24' - Rahmatov 29' (ph.đ.), 90+4' - Emomali 35', 45+3', 56' - Zairov 45+1', 45+2' - Soirov 65' (ph.đ.), 79', 87', 89' - Ibrahim 71' (l.n.) - Khasanov 85' |

| Syria                                                                                         | 6–0      | Maldives |
| --------------------------------------------------------------------------------------------- | -------- | -------- |
| - Naghnugh 7' - Maatouk 14' - Abo Karsh 33' - Al-Khatib 46' - Hatem 58' - Amara 90+4' (ph.đ.) | Chi tiết |          |

| Oman | 0–1      | Tajikistan   |
| ---- | -------- | ------------ |
|      | Chi tiết | - Kholov 76' |

### Bảng C
- Tất cả các trận đấu được tổ chức tại Iran.
- Thời gian được liệt kê là UTC+4:30 vào ngày 16–20 tháng 9, UTC+3:30 vào ngày 22–24 tháng 9 năm 2017.

Bản mẫu:Vòng loại Giải vô địch bóng đá U-16 châu Á 2018 (Bảng C)
| Afghanistan                                  | 3–1      | Kyrgyzstan     |
| -------------------------------------------- | -------- | -------------- |
| - Walizada 40' - Rashidi 74' - Mirzada 90+4' | Chi tiết | - Rysbekov 90' |

| Bhutan | 0–2      | Liban                               |
| ------ | -------- | ----------------------------------- |
|        | Chi tiết | - Zgheib 55' - Hadchity 60' (ph.đ.) |

| Bhutan | 0–3      | Afghanistan                     |
| ------ | -------- | ------------------------------- |
|        | Chi tiết | - Zahidi 3', 89' - Ashgar 45+2' |

| Liban | 0–3      | Iran                                    |
| ----- | -------- | --------------------------------------- |
|       | Chi tiết | - Shaverdi 23' - Azizi 24' - Seyedi 81' |

| Kyrgyzstan       | 1–0      | Liban |
| ---------------- | -------- | ----- |
| - Shipovskii 16' | Chi tiết |       |

| Iran                                                   | 6–0      | Bhutan |
| ------------------------------------------------------ | -------- | ------ |
| - Bavieh 12', 42' - Zadeh 54', 67', 90+1' - Rezaei 90' | Chi tiết |        |

| Kyrgyzstan       | 1–1      | Bhutan      |
| ---------------- | -------- | ----------- |
| - Shipovskii 50' | Chi tiết | - Jigmi 53' |

| Afghanistan            | 1–2      | Iran                      |
| ---------------------- | -------- | ------------------------- |
| - Nezami 90+2' (ph.đ.) | Chi tiết | - Seyedi 28' - Jafari 70' |

| Liban               | 1–4      | Afghanistan                                       |
| ------------------- | -------- | ------------------------------------------------- |
| - Ayach 68' (ph.đ.) | Chi tiết | - Samandari 46' - Rashidi 53', 82' - Walizada 87' |

| Iran                                        | 4–0      | Kyrgyzstan |
| ------------------------------------------- | -------- | ---------- |
| - Jafari 16', 77' - Rezaei 26' - Bavieh 72' | Chi tiết |            |

### Bảng D
- Tất cả các trận đấu được tổ chức tại Nepal.
- Thời gian được liệt kê là UTC+5:45.

Bản mẫu:Vòng loại Giải vô địch bóng đá U-16 châu Á 2018 (Bảng D)
| Ấn Độ                                     | 3–0      | Palestine |
| ----------------------------------------- | -------- | --------- |
| - Moirangthem 53' - Oram 74' - Pratap 82' | Chi tiết |           |

| Iraq        | 1–0      | Nepal |
| ----------- | -------- | ----- |
| - Talib 69' | Chi tiết |       |

| Palestine | 0–4      | Iraq                                                     |
| --------- | -------- | -------------------------------------------------------- |
|           | Chi tiết | - Shanan 50' - Al-Hilfi 67' - Subaihawi 72' - Hameed 89' |

| Nepal                | 2–2      | Ấn Độ             |
| -------------------- | -------- | ----------------- |
| - Chaudhary 76', 88' | Chi tiết | - Rulbir 83', 85' |

| Iraq | 0–0      | Ấn Độ |
| ---- | -------- | ----- |
|      | Chi tiết |       |

| Palestine         | 2–1      | Nepal                   |
| ----------------- | -------- | ----------------------- |
| - Wridat 28', 75' | Chi tiết | - Chaudhary 10' (ph.đ.) |

### Bảng E
- Tất cả các trận đấu được tổ chức tại Qatar.
- Thời gian được liệt kê là UTC+3.

Bản mẫu:Vòng loại Giải vô địch bóng đá U-16 châu Á 2018 (Bảng E)
| Yemen                                                                                | 6–1      | Qatar         |
| ------------------------------------------------------------------------------------ | -------- | ------------- |
| - Al-Baadani 18', 86' - Thabit 27' (ph.đ.) - Senan 67' - Al-Baleet 82' - Sabah 90+3' | Chi tiết | - Al-Zarra 7' |

| Bangladesh | 0–2      | Yemen                                     |
| ---------- | -------- | ----------------------------------------- |
|            | Chi tiết | - Thabit 45+4' (ph.đ.) - Al-Baadani 90+3' |

| Qatar | 0–2      | Bangladesh            |
| ----- | -------- | --------------------- |
|       | Chi tiết | - Roy 70' - Fahim 81' |

### Bảng F
- Tất cả các trận đấu được tổ chức tại Đài Loan (được gọi tắt là Trung Hoa Đài Bắc do AFC).
- Thời gian được liệt kê là UTC+8.

Bản mẫu:Vòng loại Giải vô địch bóng đá U-16 châu Á 2018 (Bảng F)
| Brunei                                                    | 4–0      | Ma Cao |
| --------------------------------------------------------- | -------- | ------ |
| - Aiman 26' - Raziq 37' - Yazid 67' (ph.đ.) - Shahrol 85' | Chi tiết |        |

| Đài Bắc Trung Hoa | 0–2      | Hồng Kông                        |
| ----------------- | -------- | -------------------------------- |
|                   | Chi tiết | - Tong Connor 55' - Wong Yat 56' |

| Ma Cao | 0–10     | CHDCND Triều Tiên |
| ------ | -------- | --- |
|        | Chi tiết | - Kim Jin-guk 14' - Ri Jo-guk 27', 58', 67' - Xiao Rongrui 43' (l.n.) - Won Hyok 51' - Ra Nam-hyon 60', 70', 83' - Ri Yong-gwang 76' |

| Brunei      | 1–2      | Đài Bắc Trung Hoa                         |
| ----------- | -------- | ----------------------------------------- |
| - Abdul 11' | Chi tiết | - Lin Chun-kai 85' - Yang Sheng-kai 90+3' |

| CHDCND Triều Tiên | 9–0      | Brunei |
| --- | -------- | ------ |
| - Ri Hun 9' - Kim Kang-song 12', 45+1' - Kim Won-il 13', 32', 60' - Ra Nam-hyon 22' - Kim Jin-hyok 42' - Ko Chang-ung 49' | Chi tiết |        |

| Hồng Kông                                                   | 5–0      | Ma Cao |
| ----------------------------------------------------------- | -------- | ------ |
| - Snelder 7', 40' - Chan Shinichi 25', 54' - Lau Ka Kiu 89' | Chi tiết |        |

| Hồng Kông                   | 1–2      | Brunei           |
| --------------------------- | -------- | ---------------- |
| - Tung Siu Hang 38' (ph.đ.) | Chi tiết | - Masri 60', 89' |

| Đài Bắc Trung Hoa | 0–7      | CHDCND Triều Tiên                                                                     |
| ----------------- | -------- | ------------------------------------------------------------------------------------- |
|                   | Chi tiết | - Kim Kang-song 7', 27', 52' - An Phyong-il 8', 64' - Kim Jin-hyok 58' - Won Hyok 86' |

| CHDCND Triều Tiên                  | 2–0      | Hồng Kông |
| ---------------------------------- | -------- | --------- |
| - Song Hyok 38' - Kim Jin-hyok 90' | Chi tiết |           |

| Ma Cao | 0–3      | Đài Bắc Trung Hoa                                             |
| ------ | -------- | ------------------------------------------------------------- |
|        | Chi tiết | - Yang Sheng-kai 28' - Lin Chun-kai 43' - Liang Meng-hsin 56' |

### Bảng G
- Tất cả các trận đấu được tổ chức tại Thái Lan.
- Thời gian được liệt kê là UTC+7.

Bản mẫu:Vòng loại Giải vô địch bóng đá U-16 châu Á 2018 (Bảng G)
| Đông Timor                                                     | 5–2      | Lào                                      |
| -------------------------------------------------------------- | -------- | ---------------------------------------- |
| - de Lima 3' - Conceicao 16', 42' - Freitas 60' - Mesquita 68' | Chi tiết | - Ackhavong 45+2' - Conceicao 82' (l.n.) |

| Indonesia | 18–0     | Quần đảo Bắc Mariana |
| --- | -------- | -------------------- |
| - Supriadi 9', 46', 90' - Alfikri 13', 25', 42' - Juliansyah 14', 21' - Zico 49', 63', 65', 67', 82' - Abdillah 69' - Lestaluhu 70', 72', 88' - Oktaviansyah 90+2' | Chi tiết |                      |

| Indonesia            | 3–1      | Đông Timor    |
| -------------------- | -------- | ------------- |
| - Zico 61', 64', 89' | Chi tiết | - Freitas 19' |

| Quần đảo Bắc Mariana | 0–10     | Thái Lan |
| -------------------- | -------- | --- |
|                      | Chi tiết | - Punnawat 30' - Jakkrapong 40' - Arthit 45' - Nattakit 47', 90' - Waragon 53', 55' - Thakdanai 58' - Thanarin 62', 86' |

| Lào | 10–0     | Quần đảo Bắc Mariana |
| --- | -------- | -------------------- |
| - Chanthanaly 3' - Wenpaserth 5', 18', 42', 44', 71' - Ackhavong 76' - Thongsanith 86' (ph.đ.) - Keopeth 88' - Keomanyvong 90+1' | Chi tiết |                      |

| Thái Lan | 0–1      | Indonesia      |
| -------- | -------- | -------------- |
|          | Chi tiết | - Abdillah 20' |

| Lào | 0–3      | Indonesia                                  |
| --- | -------- | ------------------------------------------ |
|     | Chi tiết | - Zico 25', 59' - Juliansyah 90+4' (ph.đ.) |

| Đông Timor | 0–4      | Thái Lan                                         |
| ---------- | -------- | ------------------------------------------------ |
|            | Chi tiết | - Waragon 43', 58' - Nattakit 53' - Thanarin 81' |

| Quần đảo Bắc Mariana | 1–11     | Đông Timor                                                                                                |
| -------------------- | -------- | --- |
| - Maniago 70'        | Chi tiết | - de Lima 8', 32', 85' - Costa 13' - Freitas 52', 54' - Brito 56', 59' - Liu 68', 78' - Mendez 81' (l.n.) |

| Thái Lan                                                            | 4–1      | Lào              |
| ------------------------------------------------------------------- | -------- | ---------------- |
| - Punnawat 12' - Thanarin 58' (ph.đ.), 90+2' - Vannalath 85' (l.n.) | Chi tiết | - Wenpaserth 78' |

### Bảng H
- Tất cả các trận đấu được tổ chức tại Myanmar.
- Thời gian được liệt kê là UTC+6:30.

Bản mẫu:Vòng loại Giải vô địch bóng đá U-16 châu Á 2018 (Bảng H)
| Hàn Quốc | 8–0      | Philippines |
| --- | -------- | ----------- |
| - Kim Dong-hyeon 11' - Lee Tae-seok 27' - Paik Sang-hoon 65' - Park Se-jun 67', 74' - Jeong Sang-bin 73', 85', 89' | Chi tiết |             |

| Trung Quốc                     | 2–1      | Myanmar  |
| ------------------------------ | -------- | -------- |
| - Abulimiti 57' - Aisikaer 77' | Chi tiết | - Ko 87' |

| Philippines | 0–2      | Trung Quốc                              |
| ----------- | -------- | --------------------------------------- |
|             | Chi tiết | - Zhang Xingliang 39' - Pan Yusheng 90' |

| Myanmar | 0–4      | Hàn Quốc                                                                             |
| ------- | -------- | ------------------------------------------------------------------------------------ |
|         | Chi tiết | - Yoon Suk-ju 16' - Lee Jun-suk 39' - Jeong Sang-bin 57' - Hong Yun-sang 82' (ph.đ.) |

| Hàn Quốc                   | 1–0      | Trung Quốc |
| -------------------------- | -------- | ---------- |
| - Choi Min-seo 61' (ph.đ.) | Chi tiết |            |

| Myanmar                                                      | 5–0      | Philippines |
| ------------------------------------------------------------ | -------- | ----------- |
| - Kyaw 11' - Thein 34' - Lin 37' - Y. Aung 59' - P. Aung 81' | Chi tiết |             |

### Bảng I
- Tất cả các trận đấu được tổ chức tại Mông Cổ.
- Thời gian được liệt kê là UTC+8.

Bản mẫu:Vòng loại Giải vô địch bóng đá U-16 châu Á 2018 (Bảng I)
| Việt Nam                                                          | 5–2      | Campuchia                   |
| ----------------------------------------------------------------- | -------- | --------------------------- |
| - Quốc Hoàng 9' - Nguyên Hoàng 56' - Hậu 68' - Hùng 79' - Bảo 85' | Chi tiết | - Ky Rina 13' - Ly Mael 74' |

| Úc                                                                                                  | 10–1     | Mông Cổ            |
| --------------------------------------------------------------------------------------------------- | -------- | ------------------ |
| - Savas 8', 27', 34', 42', 50' - Hammond 30' - Peupion 66' - Botic 67' - Kucharski 79' - Kirdar 83' | Chi tiết | - Erdene-Ochir 33' |

| Campuchia | 0–5      | Úc                                                                        |
| --------- | -------- | ------------------------------------------------------------------------- |
|           | Chi tiết | - Kirdar 73' (ph.đ.), 90' - Savas 83' - Botic 86' (ph.đ.) - Peupion 90+3' |

| Mông Cổ | 0–9      | Việt Nam                                                                                                   |
| ------- | -------- | --- |
|         | Chi tiết | - Nguyên Hoàng 13' - Thanh Trung 24' (ph.đ.) - Bảo 50', 61', 65', 88' - Đan 53' - Quốc Hoàng 58' - Hậu 76' |

| Việt Nam    | 1–3      | Úc                                             |
| ----------- | -------- | ---------------------------------------------- |
| - Thành 80' | Chi tiết | - Savas 63' - Teague 72' - Hammond 79' (ph.đ.) |

| Mông Cổ                   | 2–3      | Campuchia                                |
| ------------------------- | -------- | ---------------------------------------- |
| - Amarbayasgalan 24', 52' | Chi tiết | - Ky Rina 7' - Samel 18' - Bunnarong 34' |

### Bảng J
- Tất cả các trận đấu được tổ chức tại Indonesia (chủ nhà địa điểm trung lập).
- Thời gian được liệt kê là UTC+7.

Bản mẫu:Vòng loại Giải vô địch bóng đá U-16 châu Á 2018 (Bảng J)
| Nhật Bản | 20–0     | Guam |
| --- | -------- | ---- |
| - K. Nakano 5', 19', 38', 54' (ph.đ.), 64' (ph.đ.), 73' - Yoshida 10', 32', 51', 62' - Yokokawa 14' - Niu 28' (l.n.) - Somi 60' - Maaya 66' - Aoshima 75' - Aoki 80', 87' - Kondo 83', 86' - S. Nakano 90' | Chi tiết |      |

| Malaysia                                                                   | 6–1      | Singapore      |
| -------------------------------------------------------------------------- | -------- | -------------- |
| - Shamsudin 5', 17' - Adam 11' - Ruzki 29' - Khalili 55' - Kaironnisam 68' | Chi tiết | - Ryan Tan 23' |

| Guam           | 1–14     | Malaysia |
| -------------- | -------- | --- |
| - Halehale 84' | Chi tiết | - Hafizo 11' - Azman 15' (ph.đ.), 49', 87' - Za’ba 23' - Khairi 30' (ph.đ.) - Mutalib 45+1', 51' - Jaineh 48' - Ishak 59', 81' - Amali 67', 77' - Redzuan 72' |

| Singapore | 0–11     | Nhật Bản |
| --------- | -------- | --- |
|           | Chi tiết | - Araki 7', 78' - Koshio 24' - Aoki 38', 49', 62' - Naruoka 39' - Kondo 41' - Nishikawa 48' - Aoshima 74' - K. Nakano 80' (ph.đ.) |

| Nhật Bản                                            | 4–0      | Malaysia |
| --------------------------------------------------- | -------- | -------- |
| - Yoshida 23' - Ueda 27' - K. Nakano 49' - Aoki 73' | Chi tiết |          |

| Singapore                                                                                   | 9–1      | Guam                     |
| ------------------------------------------------------------------------------------------- | -------- | ------------------------ |
| - Ryan Tan 3', 20', 45+1', 56' - Chua 57', 80' - Niu 63' (l.n.) - Rahmat 77' - Zulkifli 85' | Chi tiết | - Halehale 90+2' (ph.đ.) |

## Đội xếp hạng 2
Do các bảng có số lượng khác nhau của đội, kết quả so với các đội xếp hạng 5 và hạng 4 trong các bảng 5 đội và 4 đội không được xem xét cho bảng xếp hạng này.
Bản mẫu:Vòng loại Giải vô địch bóng đá U-16 châu Á 2018 (Đội xếp hạng 2)

## Các đội tuyển được vượt qua vòng loại
16 đội tuyển sau đây được vượt qua vòng loại cho giải đấu chung kết.
| Đội tuyển         | Tư cách vòng loại      | Ngày vượt qua vòng loại | Lần tham dự trước trong giải đấu1                                                       |
| ----------------- | ---------------------- | ----------------------- | --------------------------------------------------------------------------------------- |
| Malaysia          | Chủ nhà                | 25 tháng 7 năm 2017     | 4 (2004, 2008, 2014, 2016)                                                              |
| Jordan            | Nhất bảng A            | 24 tháng 9 năm 2017     | 2 (1990, 2010)                                                                          |
| Tajikistan        | Nhất bảng B            | 24 tháng 9 năm 2017     | 2 (2006, 2010)                                                                          |
| Iran              | Nhất bảng C            | 22 tháng 9 năm 2017     | 10 (1996, 1998, 2000, 2004, 2006, 2008, 2010, 2012, 2014, 2016)                         |
| Iraq              | Nhất bảng D            | 24 tháng 9 năm 2017     | 9 (1985, 1988, 1994, 1998, 2004, 2006, 2010, 2012, 2016)                                |
| Yemen             | Nhất bảng E            | 22 tháng 9 năm 2017     | 4 (2002, 2006, 2012, 2016)                                                              |
| CHDCND Triều Tiên | Nhất bảng F            | 24 tháng 9 năm 2017     | 10 (1986, 1988, 1992, 1998, 2004, 2006, 2010, 2012, 2014, 2016)                         |
| Indonesia         | Nhất bảng G            | 22 tháng 9 năm 2017     | 5 (1986, 1988, 1990, 2008, 2010)                                                        |
| Hàn Quốc          | Nhất bảng H            | 29 tháng 9 năm 2017     | 13 (1986, 1988, 1990, 1994, 1996, 1998, 2002, 2004, 2006, 2008, 2012, 2014, 2016)       |
| Úc                | Nhất bảng I            | 24 tháng 9 năm 2017     | 5 (2008, 2010, 2012, 2014, 2016)                                                        |
| Nhật Bản          | Nhất bảng J            | 24 tháng 9 năm 2017     | 14 (1985, 1988, 1994, 1996, 1998, 2000, 2002, 2004, 2006, 2008, 2010, 2012, 2014, 2016) |
| Ấn Độ             | Nhì bảng xuất sắc nhất | 24 tháng 9 năm 2017     | 7 (1990, 1996, 2002, 2004, 2008, 2012, 2016)                                            |
| Oman              | Nhì bảng xuất sắc nhất | 24 tháng 9 năm 2017     | 9 (1994, 1996, 1998, 2000, 2004, 2010, 2012, 2014, 2016)                                |
| Thái Lan          | Nhì bảng xuất sắc nhất | 24 tháng 9 năm 2017     | 10 (1985, 1988, 1992, 1996, 1998, 2000, 2004, 2012, 2014, 2016)                         |
| Việt Nam          | Nhì bảng xuất sắc nhất | 24 tháng 9 năm 2017     | 6 (2000, 2002, 2004, 2006, 2010, 2016)                                                  |
| Afghanistan       | Nhì bảng xuất sắc nhất | 29 tháng 9 năm 2017     | 0 (lần đầu)                                                                             |

1 In đậm chỉ ra vô địch cho năm đó. In nghiêng chỉ ra chủ nhà cho năm đó.

## Cầu thủ ghi bàn
10 bàn
- Sutan Diego Zico

8 bàn
- Keita Nakano

7 bàn
- Tyson Savas

6 bàn
- Yusuke Aoki
- Chony Wenpaserth

5 bàn
- Yuji Yoshida
- Mohammad Jehad Ahmad Semreen
- Kim Kang-song
- Hassan Al-Ali
- Marc Ryan Tan
- Thanarin Tumsen
- Đoàn Chí Bảo

4 bàn
- Sayed Jawad Alawi
- Ra Nam-hyon
- Jeong Sang-bin
- Ahmadkhon Emomali
- Rustam Soirov
- Waragon Thongbai
- Mouzinho de Lima
- Paulo Domingos Freitas

3 bàn
- Ahmad Shabir Rashidi
- Birkan Kirdar
- Amiruddin Bagus Kahfi
- Mochammad Supriadi
- Rendy Juliansyah
- Hamsa Medari Lestaluhu
- Ahmad Shariat Zadeh
- Alireza Bavieh
- Amir Jafari
- Kuraba Kondo
- Aiman Haikhal bin Azman
- Birjesh Chaudhary
- Kim Jin-hyok
- Kim Won-il
- Ri Jo-guk
- Islom Zairov
- Nattakit Butsing
- Osamah Samer Al-Baadani

2 bàn
- Ali Zahidi
- Mohamad Noman Walizada
- Cameron Peupion
- Noah Botic
- Tristan Hammond
- Abbas Fadhel Al-Asfoor
- Abdulrahman Sayed Mohamed
- Mohammad Aminuddin Masri
- Ky Rina
- Lin Chun-kai
- Yang Sheng-kai
- Kyle Ko Halehale
- Sean Snelder
- Chan Shinichi
- Harpreet Rulbir
- Amanar Abdillah
- Mahdi Seyedi
- Shervin Rezaei
- Kenta Aoshima
- Ryotaro Araki
- Obada Omar Al-Ruzi
- Reziq Mohammed Banihani
- Sergei Shipovskii
- Sisouphonh Ackhavong
- Luqman Hakim Shamsudin
- Muhamad Alif bin Mutalib
- Muhammad Danial bin Amali
- Muhammad Danish bin Ishak
- Temuulen Erdenetsogt
- An Phyong-il
- Won Hyok
- Fahad Said Al-Rasbi
- Mulham Yousuf Al-Sinaidi
- Nasser 'Abdallah Al-Naabi
- Omar Nasser Al-Salti
- Tariq Khamis Al-Mashary
- Mahmoud Wridat
- Jaber Qarradi
- Meshari Al-Mashhari
- Vasileios Chua
- Park Se-jun
- Sharifbek Rahmatov
- Punnawat Choten-Jirachaithon
- Jhon Frith Ornai Liu
- Luis Figo da Conceicao
- Serafin Brito
- Jasurbek Jaloliddinov
- Temur Mamasidikov
- Hà Trung Hậu
- Nguyễn Quốc Hoàng
- Võ Nguyên Hoàng
- Sultan Yousef Thabit

1 bàn
- Ahmad Tamim Mirzada
- Mohammad Amin Nezami
- Samir Samandari
- Sayed Asghar
- Jaiden Kucharski
- Ryan Teague
- Dipok Roy
- Foysal Ahmed Fahim
- Kelzang Jigmi
- Ady Aiman Bin Haji Noorajrin
- Abdul Raziq Lamit
- Hakeme Yazid Said
- Eddy Shahrol Izzat
- Hirman Abdul Lapti
- Bunthoeun Bunnarong
- Ly Mael
- Met Samel
- Aifeierding Aisikaer
- Pan Yusheng
- Subi Abulimiti
- Zhang Xingliang
- Liang Meng-hsin
- Tong Connor Hew Fung
- Wong Yat
- Lau Ka Kiu
- Tung Willis Siu Hang
- Bekey Oram
- Givson Singh Moirangthem
- Vikram Partap
- Andre Oktaviansyah
- Amirhossein Azizi
- Hossein Shaverdi
- Abdullah Hassoon Hameed
- Abdulrazzaq Qasim Subaihawi
- Ahmed Ayad Al-Hilfi
- Mohammed Luay Mandalawi
- Hasan Salman Shanan
- Sako Maaya
- Shinya Nakano
- Kohshiro Sumi
- Asahi Yokokawa
- Genki Koshio
- Hikaru Naruoka
- Jun Nishikawa
- Keita Ueda
- Ahmad Ali Mohammad
- Amer Rasem Jamous
- Thaer Ashraf Mousa
- Bekkhan Rysbekov
- Ananthana Chanthamaly
- Phoutthalak Thongsanith
- Soubanh Keopheth
- Phonesavanh Keomanyvong
- Mohamad Zgheib
- Ralph Nader Hadchity
- Wassim Ayach
- Ahmad Zikri Khalili
- Aleff Haedi Za’ba
- Harith Haiqal Adam
- Harith Naem bin Jaineh
- Mohamad Faiz Khairi
- Mohammad Ikhwan Mohd Hafizo
- Muhammad Amirul Ruzki
- Muhammad Firdaus Bin Kaironnisam
- Umar Hakeem Redzuan
- Gan-erdene Erdene-ochir
- Kaung Khant Kyaw
- Pyae Phyo Aung
- Shwe Ko
- Yan Naing Lin
- Ye Htet Aung
- Zaw Win Thein
- Ian Karl Maniago
- Kim Jin-guk
- Ko Chang-ung
- Ri Hun
- Ri Yong-gwang
- Song Hyok
- Al Azhar Hamza Al-Balushi
- Issa Khalfan Al-Naabi
- Osama Sulaiman Al-Hadabi
- Qusai Salim Al-Jaradi
- Jassim Fahad Al-Zarra
- Abdullah Ali Al-Beshi
- Bander Hussein Whaeshi
- Basim Hassan
- Khalid Hussain Kaabi
- Rayan Al-Arfaj
- Muhammad Farhan Zulkifli
- Muhammad Fathullah Rahmat
- Choi Min-seo
- Hong Yun-sang
- Kim Dong-hyeon
- Lee Jun-suk
- Lee Tae-seok
- Paik Sang-hoon
- Yoon Suk-ju
- Abdal Rahman Al-Khatib
- Ahmad Amara
- Ahmad Hatem
- Mohammad Maatouk
- Omar Naghnugh
- Yasin Abo Karsh
- Azizbek Khasanov
- Isroil Kholov
- Shohrukh Sangov
- Arthit Bua-ngam
- Jakkrapong Sanmahung
- Thakdanai Jaihan
- Elias Joao Mesquita
- Ejivanio Ferreira Da Costa
- Daniyar Sabirov
- Mirjalol Kosimov
- Ruslan Roziev
- Đậu Ngọc Thành
- Đinh Thanh Trung
- Nguyễn Thế Hùng
- Võ Minh Đan
- Hamzah Mohammed Sabah
- Tamer Nadhel Senan
- Yahya Esam Al-Baleet

1 bàn phản lưới nhà
- Anoulack Vannalath (trong trận gặp Thái Lan)
- Xiao Rongrui (trong trận gặp Bắc Triều Tiên)
- Ahmed Nahil Ibrahim (trong trận gặp Tajikistan)
- Joshua Mendez (trong trận gặp Đông Timor)
- A. R. Thanujan (trong trận gặp Ả Rập Xê Út)
- Luis Figo da Conceicao (trong trận gặp Lào)

2 bàn phản lưới nhà
- Robert Matthew Niu (trong trận gặp Nhật Bản, Singapore)

Nguồn: the-afc.com 